# Екологічні області Світового океану

Пелагіаль: 1 — неритична зона; 2 — світлова зона; 3 — епіпелагіаль; 4a — мезопелагіаль; 4b — батіпелагіаль; 5 — абісопелагіаль; 6 — гіперпелагіаль;.
Бенталь: А — сублітораль; В — батіаль; С — абісаль; D — гіперабісаль.
Температура вод: t — термоклин.

Насамперед серед екологічних областей Світового океану розрізняють товщу води — пелагіаль, область поширення пелагічних тварин, і дно океану — бенталь, заселену бентосом, тобто організмами, що живуть на ґрунті або в його товщі.

## Бенталь
Бенталь підрозділяють на супралітораль, літораль, сублітораль, батіаль, абісаль.

### Супралітораль
Супралітораль — узбережжя океану, розташоване вище літоралі, тобто вище рівня води в найвищий приплив, але яке ще відчуває епізодичний вплив океанічних вод при нагонах і штормах. Тут живуть як наземні, так і морські організми.

### Літораль
Літораль — прибережна зона морського дна, що осушується під час відпливу. Розташована між рівнями води в найнижчий відплив і в найвищий приплив. Мешканці літоралі двічі на добу покриваються водою й двічі на добу звільняються від її; вони живуть при різких змінах температури й солоності води, при дії прибою, на прямому сонячному світлі. Деякі тварини, які прикріплюються до скель, можуть поселятися так високо, що покриваються водою лише два рази на місяць, при максимальному сизигійному припливі. Значне число видів поза цією смугою існувати не можуть. Тільки з нею пов'язані угруповання мангрів. У приполярних країнах у смузі літоралі життя вкрай збіднене, тому що значну частину року крига впливає на неї негативно. Літораль простирається до глибини 40-50 м.

### Сублітораль
Сублітораль — прибережна частина океану, яка безпосередньо примикає до літоралі й розташовується на глибинах від 40-50 м до 200 м (рідше глибше), що простирається від рівня води при найнижчому відпливі до нижньої границі поширення донної рослинності. Із сублітораллю пов'язані багаті промисли безхребетних. Шельфові зони океану розташовуються головним чином у межах неритичної (неритової) області. Для неї характерні: більша рухливість води, мінливість температури, значне проникнення світла, велика розмаїтість рослинного й тваринного світу.
Ця область тісно пов'язана із сушею: велика кількість органічної речовини доставляється річками, що поліпшує трофічні умови. Багато мешканців (ластоногі, прибережні види китоподібних, пінгвіни, види крабів і раків-самітників (Paguroidea) тощо) пов'язані з берегами або річками. Є багато видів, що населяють товщу води, личинки яких живуть на дні, і, навпаки, видів, що ведуть у личинковому стані пелагічний спосіб життя, а в дорослому стані входять до складу бентосу. У неритичній області лежать основні райони рибальства.
Виділяються мілководдя з м'яким і твердим ґрунтом. На м'якому ґрунті особливо чисельні властиві тільки мілководдям водорості й квіткові рослини. З водоростей на мілководних ділянках переважають зелені й бурі, у тому числі ламінарії й фукуси, а на більш великих глибинах — червоні водорості (багрянки). Із квіткових рослин переважають види рупієвих (Ruppiaceae), наприклад рупія морська (Ruppia maritima), зостера (Zostera), яких називають морською травою або камкою, та деякі інші. На відміну від водоростей, що легко прикріплюються й до скельного ґрунту, квіткові рослини віддають перевагу м'якому (мулистому або піщаному) ґрунту, у який легко проникають їхнє коріння. В заростях прикріплених до ґрунту рослин знаходять притулок багато тварин. На м'якому ґрунті мілководь живуть морські черви, краби, офіури, морські зірки, багато молюсків. Нерідко, особливо в умовах піщаного ґрунту, особин, які живуть на поверхні ґрунту, буває значно менше, ніж тих, що живуть у його товщі. Деякі мешканці здатні зариватися на глибину до 50 см, віддаючи перевагу піщаному ґрунту над мулистим, оскільки останній через значну кількість гниючих органічних залишків зазвичай характеризується дефіцитом або відсутністю кисню. Тому мулистий ґрунт, що часто характеризується анаеробними умовами, заселений слабкіше піщаного.
Мілководдя зі скелястим ґрунтом характеризуються твердістю субстрату, що перешкоджає проникненню в нього багатьох тварин. Тут є свердлувальні організми, які активно вгризаються в скелі та камінь. Вусоногі раки (Cirripedia), які живуть на поверхні субстрату, молюски мають міцні раковини й міцно прикріплюються до ґрунту, що не дозволяє хвилям відірвати їх. У печерах і тріщинах, характерних для скельних ґрунтів, поселяються головоногі молюски, а також деякі інші безхребетні й риби (наприклад, мурени).
Розповсюджені в мілководдях тропічних морів коралові рифи характеризуються винятковим багатством і різноманіттям життя. Серед гілок коралів багато яскраво пофарбованих рибок зі стислим з боків тілом, чисельні молюски, багатощетинкові хробаки, ракоподібні. Коралові поліпи перебувають у мутуалістичних відносинах з певними видами зелених водоростей. Водорості доставляють поліпам кисень, необхідний для дихання, а самі знаходять у тілі коралів притулок від ворогів. Тому поліпи не можуть розвиватися на глибинах з недостатньою для існування цих водоростей кількістю світла. В останні роки морська зірка Acanthaster (терновий вінець), що поїдає поліпи, нанесла рифам значний збиток у багатьох районах океану. Ввжають, що широке поширення цього виду зірки пов'язане з антропогенним забрудненням вод неритичної області, яке сприяє її процвітанню.
Для неритичної області в цілому характерна її переривчастість. Вона розвинена уздовж роз'єднаних один від одного островів; уздовж континентів вона переривається передгирловими просторами з їх сильно опрісненою, а інколи навіть прісною водою. У зв'язку із цим і ареали мешканців неритичної області розбиті на окремі ділянки.
Хоч неритична область, якщо обмежити її площу материковою обмілиною до глибини 200 м, становить усього 8 % площі океану (29 млн. км²), вона багатша у фауністичному й флористичному відношенні в порівнянні з іншими областями океану.

### Батіаль
Батіаль розташовується на материкових схилах на глибинах 200-2 000 м між неритичною областю й абісаллю. Батіаль характеризується слабкою освітленістю у верхній частині і повною відсутністю видимих променів спектра в нижній. Для неї характерні незначні коливання температури й солоності. На відміну від неритичної області, на якій відкладаються переважно галечник й черепашники, у батіалі переважають мули.

### Абісаль
Абісаль — область найбільших морських глибин, що перевищують 2 000 м, яка відповідає ложу Світового океану. Характеризується надзвичайно повільним пересуванням води від полюсів до екватора, постійно низькими температурами (близько +4 °C), практично майже повною відсутністю світла. Тут зовсім не зустрічаються зелені рослини.
Для абісальної бенталі характерний розвиток потужних покривів мулу. Значна потужність мулу зумовлена практично повною відсутністю руху води в цій області. Мул, як було зазначено, може мати різне походження. На максимальних глибинах часто розвивається так званий червоний мул вулканічного походження. Особливо характерний він для максимальних глибин Тихого океану. Нерідко мул абісалі представляє відкладення панцирів або раковинок організмів, часто мікроскопічних. Мули, утворені панцирами найпростіших (радіолярій) і водоростей (діатомей), відповідні радіолярієвий і діатомовий мули є кремнеземними, а мули, утворені раковинками найпростіших (форамініфер глобігерин Globigerina) і молюсків (птеропод Pteropoda), — відповідно глобигериновий і птероподовий мули, складаються з вуглекислого кальцію (Ca2CO3). Мул являє собою рихлу масу, у яку тварини, що живуть на дні, можуть легко зануритись. Тому для мешканців абісальної бенталі характерні сплощені форми (у морських їжаків Echinarachnius) або розвиток виростів тіла й кінцівок, що перешкоджають зануренню (у голотурій Holothuroidea і морських лілій Crinoidea з голкошкірих, а також у мешканців глибоководної бенталі із числа ракоподібних, губок, поліпів, плечоногих).

## Пелагіаль
У товщі води — пелагіалі виділяють епіпелагіаль — освітлені шари води до глибини 200 м і глибоководну пелагіаль. Остання у свою чергу підрозділяється на батіпелагіаль, що лежить на глибинах 200-2 000 м, і абісопелагіаль — глибше 2 000 м. Виділяють також мезопелагіаль — перехідну зону між епіпелагіаллю та батіпелагіаллю; гіперпелагіаль — води глибоководних жолобів.

### Епіпелагіаль
У товщі води живуть представники чотирьох груп організмів: нектону, планктону, плейстону й нейстону. Нектон — сукупність активно плаваючих організмів, що живуть у водній товщі. Основні представники нектону — пелагічні риби. Види планктону — організми, що живуть у товщі води й переносяться морськими течіями і хвилями, оскільки самі пересуваються дуже повільно. Плейстон і нейстон — це невелике число видів відповідно рослин і тварин, які живуть на поверхні води.
Основу всього життя пелагіалі представляє планктон, який буває рослинний (фітопланктон) і тваринний зоопланктон. Повільні власні рухи планктонних організмів не можуть протистояти руху води. У видів планктону, як і в представників нектону, є пристосування, що перешкоджають їхньому зануренню у товщу вод. До числа таких пристосувань відносяться: зменшення питомої ваги за рахунок вироблення речовин, що мають малу питому вагу (у першу чергу жирів) і за рахунок насичення тканин й порожнин тіла водою (так, у деяких медуз вода становить 99 % від ваги тіла). Деякі види мають спеціальні повітряні камери, що зменшують їхню питому вагу. Полегшенню ваги сприяє скорочення або навіть зникнення скелетних утворень. Можливість існування у підвішеному стані зростає за рахунок зміни форми тіла — утворення виростів, що збільшують площу тіла, його сплощення. У деяких видів планктону є спеціальні органи руху — війки й ін. До фітопланктону відносяться майже винятково мікроскопічні одноклітинні організми, що мають хлорофіл і здатні до асиміляції. Вони і є основою життя океану, джерелом первинної продукції — продуценти. Значно меншу роль щодо цього відіграють зелені рослини, прикріплені до дна, — різні водорості й квіткові рослини, а також хемотрофи.
За підрахунками В. Г. Богорова, біомаса фітопланктону (у сирому вигляді) становить у Світовому океані 1,5 млрд тон, а його продукція — 559 млрд т, а біомаса й продукція фітобентосу відповідно 0,2 і 0,2 млрд тон. Таким чином, продукція фітопланктону перевищує його біомасу в 366 разів. Іншими словами, маса фітопланктону подвоюється приблизно щодоби. В цілому водорості у Світовому океані (включаючи фітопланктон) створюють органічної речовини (у сухій вазі) близько 74 % від світової продукції. «Урожайність» водоростей становить 1,3-2,0 тон сухої речовини на 1 га поверхні водної товщі на рік.
Як фітопланктон, так і зелені прикріплені до дна рослини можуть жити тільки в освітлених частинах океану. Зоопланктон представлений в океані як мікроскопічними, так і більш великими організмами — медузами й сифонофорами з кишковопорожнинних, сальпами й апендикуляріями з хордових.
Неосвітлена область океану, що охоплює батіаль і абісаль, має деякі загальні особливості, які зумовлені песимальними умовами існування. Дефіцит світла починає позначатися із глибин у кілька десятків метрів, але достатня для фотосинтезу кількість світла проникає до глибин океану близько 200 м, а інколи й глибше — до 550 м, залежно від кута падіння сонячних променів і прозорості води. До цих глибин поширені фотосинтезуючі рослини, хоча й на глибину 1 000—1 500 м проникають сліди світла.

### Абісопелагіаль
Абісопелагіаль займає близько 80 % морського дна й основну товщу морської води, значно перевершуючи за площею неритичну область, а за обсягом освітлену пелагіаль. При цьому безсумнівно абісальний бентос є похідним від бентосу освітленої області океану, а населення абісальної пелагіалі походить від мешканців освітленої пелагіалі. Поряд з відсутністю світла на доборі глибоководних форм позначаються високий тиск і низькі температури, характерні для глибин, які утворюють тут песимальні умови існування.
Про зменшення числа видів із глибиною свідчать дані океанологічної експедиції на кораблі «Челленджер». Нею були виявлені на різних глибинах такі кількості видів крабів: до 36 м — 190, від 36 до 180 м — 75; 180—360 м — 28; 360—900 м — 21; 900-1 800 м — 3; 1 800-3 600 м — 2. Така ж закономірність простежена й для числа видів найпростіших — форамініфер, що дорівнює на глибинах до 100 м — 138, а на глибинах 5 000-6 000 м — усього 19.
Повна відсутність живих рослин в абісопелагіаль — причина відсутності в цій області океану рослиноїдних форм. Зі членів ланцюгів харчування тут є тільки консументи 2-го й 3-го порядків, тобто споживачі тваринної їжі, і редуценти — сапрофаги. Роль сапрофагів-детритоїдів (споживачів мертвої органічної речовини) в абісалі велика. Органічні залишки — трупи тварин, мертві рослини, у тому числі мертві особини фітопланктону, опускаються в абісаль із освітлених шарів океанічної пелагіалі. Із глибиною потужність цього потоку зменшується, оскільки мешканці менш глибоких шарів води перехоплюють його частину. Відсутність продуцентів і зменшення біомаси редуцентів-детритоїдів погіршує умови харчування на глибинах і приводять до зменшення загальної біомаси тваринного населення.
В абісопелагіалі спостерігається певна залежність біомаси й продукції від відповідних показників в освітленій частині пелагіалі: чим бідніше життям поверхневі освітлені води, тим бідніше життя в розташованих під ними ділянках абісалі. Найбільша своєрідність мешканців абісалі пов'язана з відсутністю світла.
Розвиток мешканців абісалі йшов у двох протилежних напрямках. Одні з них втратили зір або зір їх різко ослаблений. Для цих видів характерний розвиток високочутливих органів дотику: подовжених променів плавців і спеціальних чутливих ниток у риб, антен у ракоподібних. Розвиток таких виростів тіла в мешканців абісалі можливий, оскільки рух води тут майже повністю відсутній.
Інші мешканці абісалі здатні самі виробляти світло. Значення цього світла, найчастіше дуже яскравого, звичайно переривчастого, що дає різкі спалахи, видимо, багатостороннє. Висвітлюючи простір, що оточує тварину, на більшу або меншу глибину, це світло дозволяє розглянути, а інколи й залучити здобич, також може й залучати особини свого виду. Про можливість залучення особин свого виду свідчить та обставина, що їхнє фарбування й сила світла, що випускається, специфічні для різних видів. Гіпертрофія органів зору, що нерідко перебувають на особливих стеблинках, властива не тільки світним організмам, але й деяким зрячим мешканцям абісалі, які самі не світяться.
Здобич в абісалі попадається нечасто. Саме цим зумовлений розвиток у хижаків величезного, здатного сильно розтягуватися шлунка в сполученні з дуже широким ротом. Це дозволяє таким хижакам проковтувати здобич, що перевищує розміри самого мисливця. Хоча в абісалі є релікти, інколи досить древні, наприклад тріасового і юрського віку, однак одноманітність умов існування в цій області є причиною крайньої повільності процесу видоутворення й значної кількості широкорозповсюджених видів як із числа представників бентосу, так і пелагічих.

## Антропогенний вплив
Відбувається інтенсивне забруднення океану в результаті антропогенної діяльності. В океан зносяться річками, надходять із атмосфери ртуть (Hg), свинець (Pb), кадмій (Cd) й інші важкі метали, різні токсичні органічні речовини, наприклад ДДТ. Вони розчиняються у воді, накопичуються в донних відкладах, надходять у тіла мешканців океану. Найпотужніші забруднення пов'язані з нафтою. Нафтовою плівкою покриті 32 % поверхні вод Червоного моря, 40 % — Середземного моря. Максимальна її концентрація була встановлена в північній частині Атлантичного океану біля Гібралтарської протоки — 2 000 мг/м². При аваріях нафтоналивних судів величезна кількість нафти викидаються в океан. Це позначається на зменшенні продукції мешканців океану, їх загибелі, мутагенезі й канцерогенезі. Це послужило основою для прогнозування швидкої загибелі всього життя в океані. З таким прогнозом виступив, наприклад, учений і мандрівник Тур Геєрдал.
Охорона життя в океані від загибелі — одна з істотних і невідкладних завдань біогеографів світу. Біогеографічні області Світового океану, пов'язані із тропічними, субтропічними, помірними теплими, помірними холодними й приполярними водами, різняться за екологічними умовами.

## Сучасні дослідження
Перепис населення Океану — проект перепису морського життя й розбудови вичерпного реєстру мешканців Світового океану. Приблизний кошторис $1 млрд. Час проведення — 2000–2010 роки. За припущеннями він охопить не менш 250 тис. видів морських істот. Їх кількісний та якісний стан, екологію, біогеографію.
Уже відкрито майже 6 тис. нових видів живих істот. Серед них восьминіг Megaleledone setebos, мешканець антарктичних вод, визнаний фахівцями пращуром усіх глибоководних восьминогів.
Практична сторона проекту — розуміння механізмів існування морського життя дає можливість протидіяти тотальному зникненню промислового рибальства у 2050 році.
- Census of Marine Life [Архівовано 22 червня 2010 у Wayback Machine.]